# Cassandra Wilson
Cassandra Wilson (n. 3 decembrie 1955) este o cântăreață, compozitoare, textieră și producătoare de jazz americană, originară din Jackson, Mississippi, deținătoare a două Grammy Awards.

## Familie și viață timpurie
Cassandra Wilson este cel de-al treilea și cel mai tânăr dintre copii lui Herman Fowlkes, Jr., chitarist, basist și profesor de muzică și Mary McDaniel, profesoară de școală elementară cu un doctorat în educație. Între dragostea mamei sale pentru Motown și dedicația tatălui său către muzica de jazz, părinții viitoarei cântărețe i-au trezit un interes timpuriu pentru muzică. 

## Viață personală
Wilson was married to Anthony Wilson from 1981 to 1983.
She has a son, Jeris, born in the late 1980s. Her song "Out Loud (Jeris' Blues)" is from the album She Who Weeps. For many years she and her son lived in Harlem, New York, in an apartment that once belonged to jazz great Duke Ellington.
In 2000, Wilson married actor Isaach de Bankolé, who directed her in the concert film Traveling Miles: Cassandra Wilson (2000). 
Wilson and her mother are members of Alpha Kappa Alpha Sorority, Inc.

## Onoruri
- Received honorary doctorate in the Arts from Millsaps College, 2003
- Named “America’s Best Singer” by Time Magazine in 2001
- Female Jazz Vocalist of the Year, Down Beat magazine, 1994-1996. Wilson was named best jazz singer.
- Grammy Award for Best Jazz Vocal Performance for New Moon Daughter, 1996
- Grammy Award for Best Jazz Vocal Album for Loverly, 2008

## Albume muzicale

### Solo
- 1985 – Point of View
- 1987 – Days Aweigh
- 1988 – Blue Skies
- 1989 – Jumpworld
- 1990 – She Who Weeps
- 1991 – Live
- 1991 – After the Beginning Again
- 1992 – Dance to the Drums Again
- 1993 – Blue Light 'Til Dawn
- 1995 – New Moon Daughter
- 1996 – Songbook
- 1998 – Rendezvous (împreună cu Jacky Terrasson)
- 1999 – Traveling Miles
- 2002 – Belly of the Sun
- 2002 – Sings Standards
- 2003 – Glamoured
- 2004 – Love Phases Dimensions: From the JMT Years
- 2006 – Thunderbird
- 2008 – Loverly

### Împreună cu Steve Coleman
- Motherland Pulse (1985)
- World Expansion
- On the Edge of Tomorrow

### Împreună cu M-Base
- Anatomy of a Groove
- Dance to the Drums Again (1993)

## Soundtracks
Soundtracks featuring Cassandra Wilson.
- 1994 – Jimmy Hollywood: "Let the Good Times Roll"
- 1994 – Junior: "I've Got You Under My Skin" and "Little Warm Death"
- 1995 – Miami Rhapsody: "How Long Has This Been Going On?"
- 1997 – Love Jones: "You Move Me" (see Love Jones (soundtrack))
- 1997 – Midnight in the Garden of Good and Evil (film): "Days of Wine and Roses"
- 1998 – B. Monkey: "Tupelo Honey"
- 1999 – Passions (TV series): "Time after Time"
- 2001 – The Score: "Green Dolphin Street" and "You're About To Give In"
- 2002 – Brown Sugar: "Time After Time"
- 2005 – Don't Come Knocking: "Lost"
- 2008 – My Blueberry Nights: "Harvest Moon"

## Filmografie
Cassandra Wilson a interpretat roluri de cântăreață în următoarele filme.
- 1994 – Junior
- 2001 – The Score